# Fria medelväglängden
Inom fysiken avser den fria medelväglängden eller medelfrivägen den genomsnittliga sträcka en partikel (till exempel molekyl, atom eller foton) färdas mellan kollisioner, vilka förändrar dess riktning, energi eller andra egenskaper.

## Härledning förkinetisk gasteori
Om en partikel P med radien r färdas genom en volym med stillastående partiklar P2 med radie r2 kommer en kollision att inträffa om P:s mittpunkt kommer närmare en partikel P2:s mittpunkt än r + r2. Om P förflyttar sig sträckan λ kommer en kollision att inträffa om cylindern med volymen π(r + r2)2 ⋅ λ innehåller ett partikelcentrum P2. Om denna volym i genomsnitt innehåller ett partikelcentrum P2 kommer λ att vara den sträcka som P i genomsnitt behöver färdas för att kollidera. Volymen i vilket det i genomsnitt finns en partikel är 1/(n/V), där n/V är partikeltätheten (antal partiklar per volymenhet). Sålunda får vi att 
{\displaystyle \pi (r+r_{2})^{2}\lambda =1/(n/V)\Leftrightarrow \lambda ={\frac {1}{\pi (r+r_{2})^{2}n/V}}}
Om nu P och P2 är samma slags partiklar (t.ex. i en gas) blir r + r2 = d, det vill säga
{\displaystyle \lambda ={\frac {1}{\pi d^{2}n/V}}}
...men i en gas rör sig alla partiklarna relativt varandra och inte bara vår partikel P.
Om alla partiklar rör sig med farten v konstaterar vi först att den relativa hastigheten mellan två partiklar så klart är 
{\displaystyle {\vec {v}}_{r}={\vec {v}}_{1}-{\vec {v}}_{2}}
Farten vr, d.v.s. hastighetsvektorns norm, ges av kvadratroten ur skalärprodukten för vektorn med sig själv:
{\displaystyle v_{r}={\sqrt {{\vec {v}}_{r}\cdot {\vec {v}}_{r}}}\Leftrightarrow }
{\displaystyle v_{r}={\sqrt {({\vec {v}}_{1}-{\vec {v}}_{2})\cdot ({\vec {v}}_{1}-{\vec {v}}_{2})}}\Leftrightarrow }
{\displaystyle v_{r}={\sqrt {{\vec {v}}_{1}\cdot {\vec {v}}_{1}-2\cdot {\vec {v}}_{1}\cdot {\vec {v}}_{2}+{\vec {v}}_{2}\cdot {\vec {v}}_{2}}}}
Tar vi nu medelvärdena, och konstaterar i förbifarten att eftersom {\displaystyle s=vt} så är {\displaystyle \lambda ={\overline {v_{r}}}t}, får vi
{\displaystyle {\overline {v_{r}}}={\sqrt {{\overline {{\vec {v}}_{1}\cdot {\vec {v}}_{1}}}-2\cdot {\overline {{\vec {v}}_{1}\cdot {\vec {v}}_{2}}}+{\overline {{\vec {v}}_{2}\cdot {\vec {v}}_{2}}}}}}
och eftersom v1 och v2 är oberoende och slumpvist ordnade, får vi
{\displaystyle 2\cdot {\overline {{\vec {v}}_{1}\cdot {\vec {v}}_{2}}}=0}
vilket ger
{\displaystyle {\overline {v_{r}}}={\sqrt {{\overline {{\vec {v}}_{1}\cdot {\vec {v}}_{1}}}+{\overline {{\vec {v}}_{2}\cdot {\vec {v}}_{2}}}}}}
och eftersom 
{\displaystyle {\overline {{\vec {v}}_{1}\cdot {\vec {v}}_{1}}}={\overline {{\vec {v}}_{2}\cdot {\vec {v}}_{2}}}={\overline {{\vec {v}}\cdot {\vec {v}}}}={\overline {v}}^{2}}
får vi 
{\displaystyle {\overline {v_{r}}}={\sqrt {2\cdot {\overline {{\vec {v}}\cdot {\vec {v}}}}}}={\sqrt {2}}\cdot {\overline {v}}}
Vi har sedan tidigare
{\displaystyle \lambda ={\frac {1}{\pi d^{2}n/V}}={\frac {{\bar {v}}t}{{\bar {v}}t\pi d^{2}n/V}}}
där {\displaystyle {\bar {v}}t} ovanför bråkstrecket representerar den sträcka P rört sig och {\displaystyle {\bar {v}}t} under bråkstrecket  ingår i volymen {\displaystyle {\bar {v}}t\pi d^{2}} inom vilken interaktion kan inträffa. Men eftersom den relativa hastigheten mellan partiklarna är {\displaystyle {\sqrt {2}}} större när alla partiklarna rör sig än när de stod stilla kommer den effektiva volymen att bli {\displaystyle {\bar {v_{r}}}t\pi d^{2}={\sqrt {2}}{\bar {v}}t\pi d^{2}} i stället för {\displaystyle {\bar {v}}t\pi d^{2}}. Vi får nu
{\displaystyle \lambda ={\frac {{\bar {v}}t}{{\sqrt {2}}{\bar {v}}t\pi d^{2}n/V}}={\frac {1}{{\sqrt {2}}\pi d^{2}n/V}}}
Eftersom antalet mol per volymenhet är n/(NAV), där NA är Avogadros tal, får vi enligt allmänna gaslagen PV=(n/NA)RT (P står för trycket, T för den absoluta temperaturen och R är den Allmänna gaskonstanten), att n/V = NAP/RT, vilket ger oss
Den fria medelväglängden för en ren gas {\displaystyle \lambda ={\frac {1}{{\sqrt {2}}\pi d^{2}n/V}}={\frac {RT}{{\sqrt {2}}\pi d^{2}N_{A}P}}={\frac {k_{B}T}{{\sqrt {2}}\pi d^{2}P}}}
där kB=R/NA är Boltzmanns konstant.
För luftmolekyler (kvävgas, syrgas, argon) vid STP ligger den fria medelväglängden på cirka 68 nm, vilket kan jämföras med molekylernas storlek cirka 0,37 nm och avståndet mellan dem cirka 3,3 nm.